# Municipio de Eagle Creek (Indiana)
El municipio de Eagle Creek (en inglés: Eagle Creek Township) es un municipio ubicado en el condado de Lake en el estado estadounidense de Indiana. En el año 2010 tenía una población de 1668 habitantes y una densidad poblacional de 11,5 personas por km².

## Geografía
El municipio de Eagle Creek se encuentra ubicado en las coordenadas 41°16′53″N 87°16′54″O / 41.28139, -87.28167. Según la Oficina del Censo de los Estados Unidos, el municipio tiene una superficie total de 145.05 km², de la cual 144,63 km² corresponden a tierra firme y (0,29 %) 0,42 km² es agua.

## Demografía
Según el censo de 2010, había 1668 personas residiendo en el municipio de Eagle Creek. La densidad de población era de 11,5 hab./km². De los 1668 habitantes, el municipio de Eagle Creek estaba compuesto por el 97,66 % blancos, el 0,12 % eran afroamericanos, el 0,12 % eran amerindios, el 0,3 % eran asiáticos, el 0,84 % eran de otras razas y el 0,96 % eran de una mezcla de razas. Del total de la población el 4,02 % eran hispanos o latinos de cualquier raza.